# Het puttertje (schilderij)
Het puttertje is een schilderij van de Nederlandse schilder Carel Fabritius uit 1654. Het behoort sinds 1896 tot de collectie van het Mauritshuis in Den Haag.

## Voorstelling
Het paneeltje stelt een putter of distelvink voor, zittend op een halfronde stang voor zijn voederbakje, waaraan hij met een kettinkje zit vastgeketend. Van de witte muur is rechts van hem een stukje pleisterwerk afgesprongen.
Een paar jaar eerder had Jan Weenix een schilderij gemaakt dat er op het eerste gezicht veel op lijkt, in dit geval met een dode patrijs, die is opgehangen aan een spijker, eveneens tegen een witgepleisterde muur. Hij was hiermee een pionier van een genre dat snel populair werd: het jachtstilleven in trompe-l'oeil. Fabritius ging nog een stap verder: hij besloot een levensechte levende vogel te schilderen en maakte zo een uniek schilderij in de Hollandse kunst van de Gouden Eeuw.
Sommige kunsthistorici zien de nauwkeurige natuurobservaties van insecten, kikkers en muizen door Jacob de Gheyn als voorlopers van het paneeltje van Fabritius. Net als het puttertje werpen de diertjes een diffuse schaduw op een roomkleurige achtergrond. Het verschil is dat Fabritius met een paar simpele toevoegingen een realistische scène heeft opgeroepen, terwijl Jacob de Gheyn de dieren isoleerde van hun omgeving. De werken van Weenix en Fabritius zijn ook vergeleken met enkele schilderijen van Jacopo de' Barbari, een Italiaanse kunstenaar van rond 1500 die aan het eind van zijn leven in de Zuidelijke Nederlanden actief was, maar er is geen aanwijzing dat ze zijn werk hebben gekend.
Er is al veel gespeculeerd over de precieze bedoeling van de kunstenaar. De meeste kunsthistorici zijn het er over eens dat het schilderij inderdaad in de traditie van de trompe-l'oeil valt, maar hoe het precies gefunctioneerd heeft en in welke context het opgesteld is geweest, blijft, ook na een uitputtende technische analyse, nog altijd een raadsel.

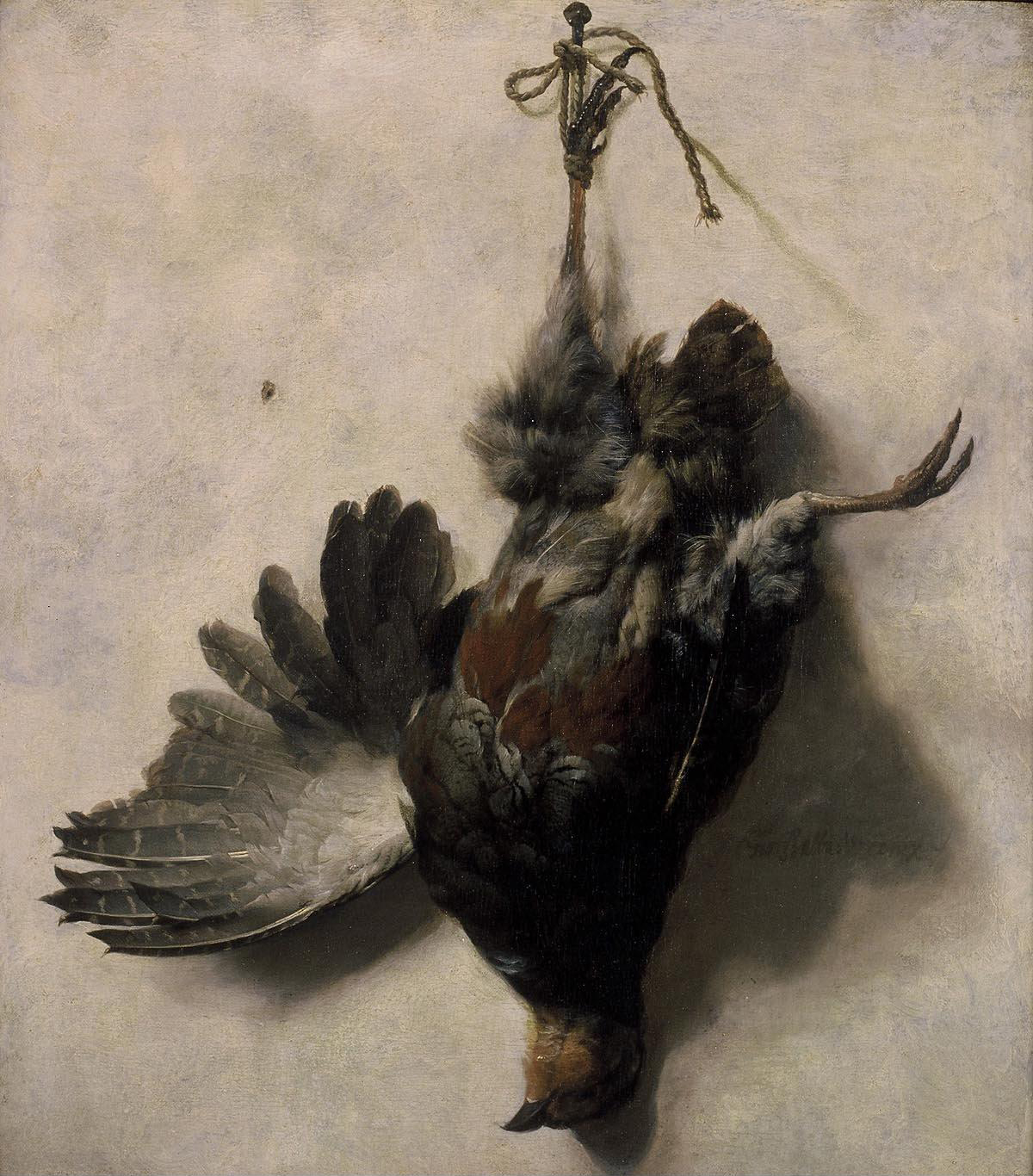
Jan Baptist Weenix, Dode patrijs, ca. 1650-1652, 50,6 × 43,5 cm, Mauritshuis, Den Haag
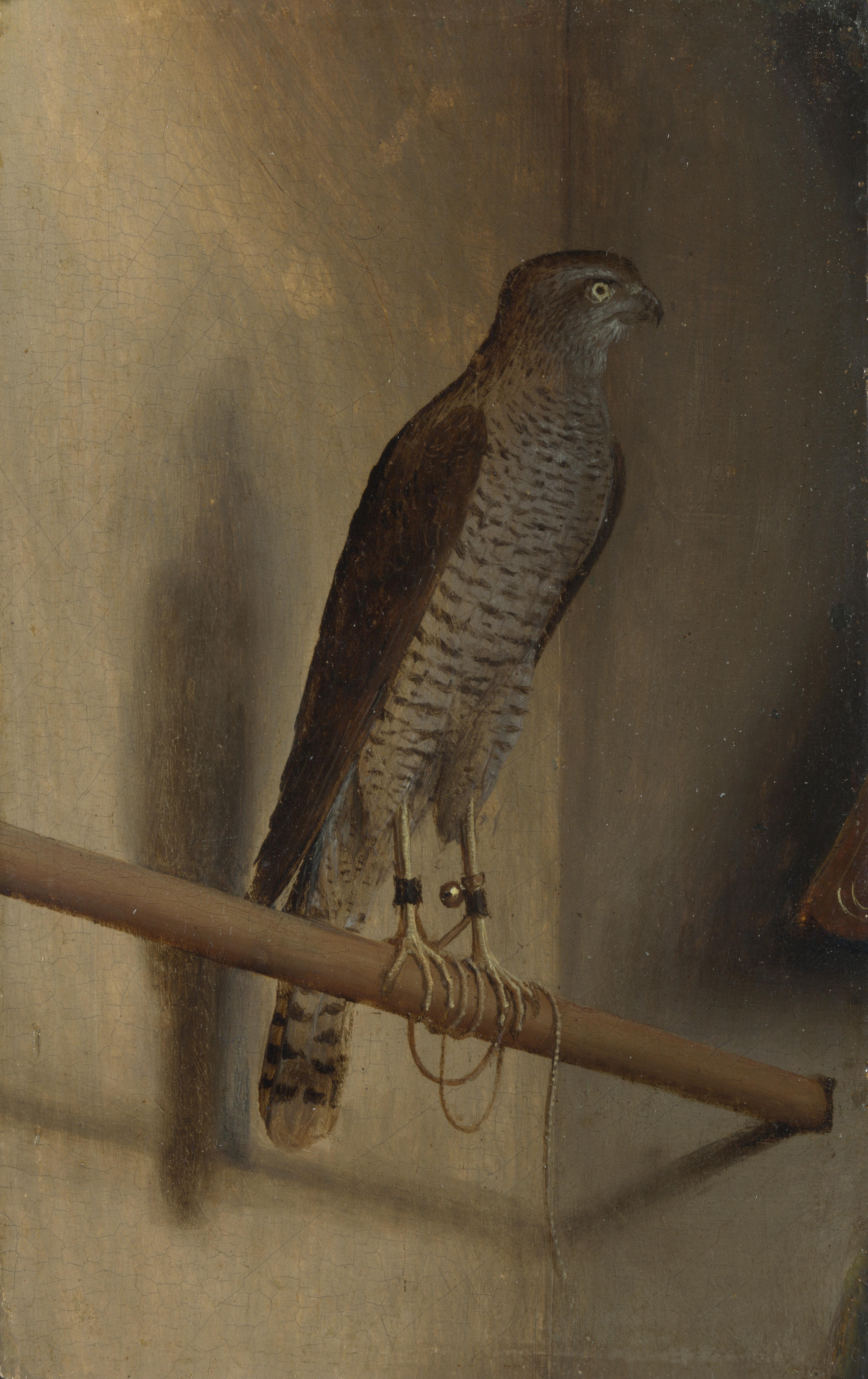
Jacopo de' Barbari, Een sperwer, ca. 1510, National Gallery, Londen
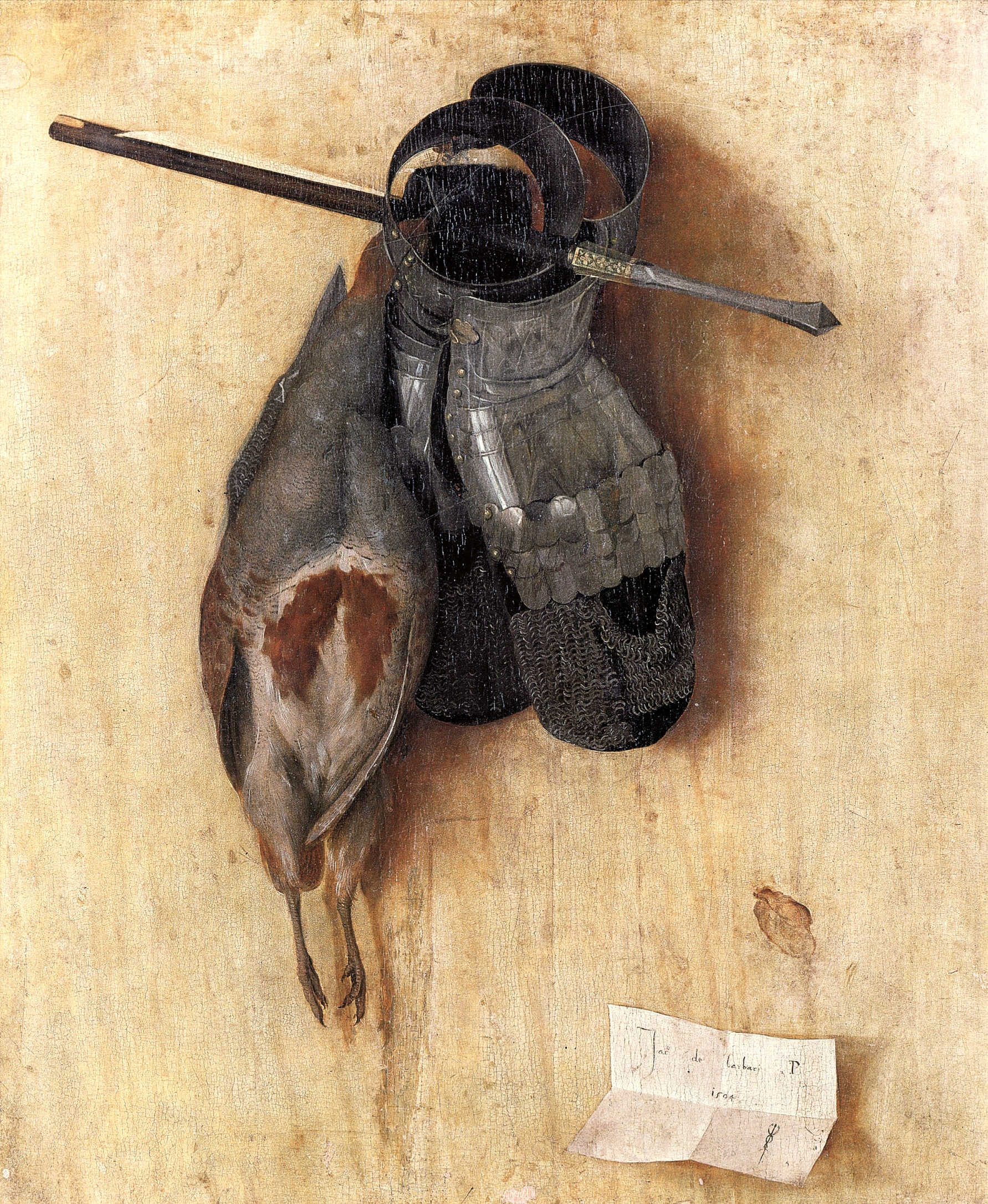
Jacopo de' Barbari, Stilleven met dode patrijs, 1504, Alte Pinakothek, München
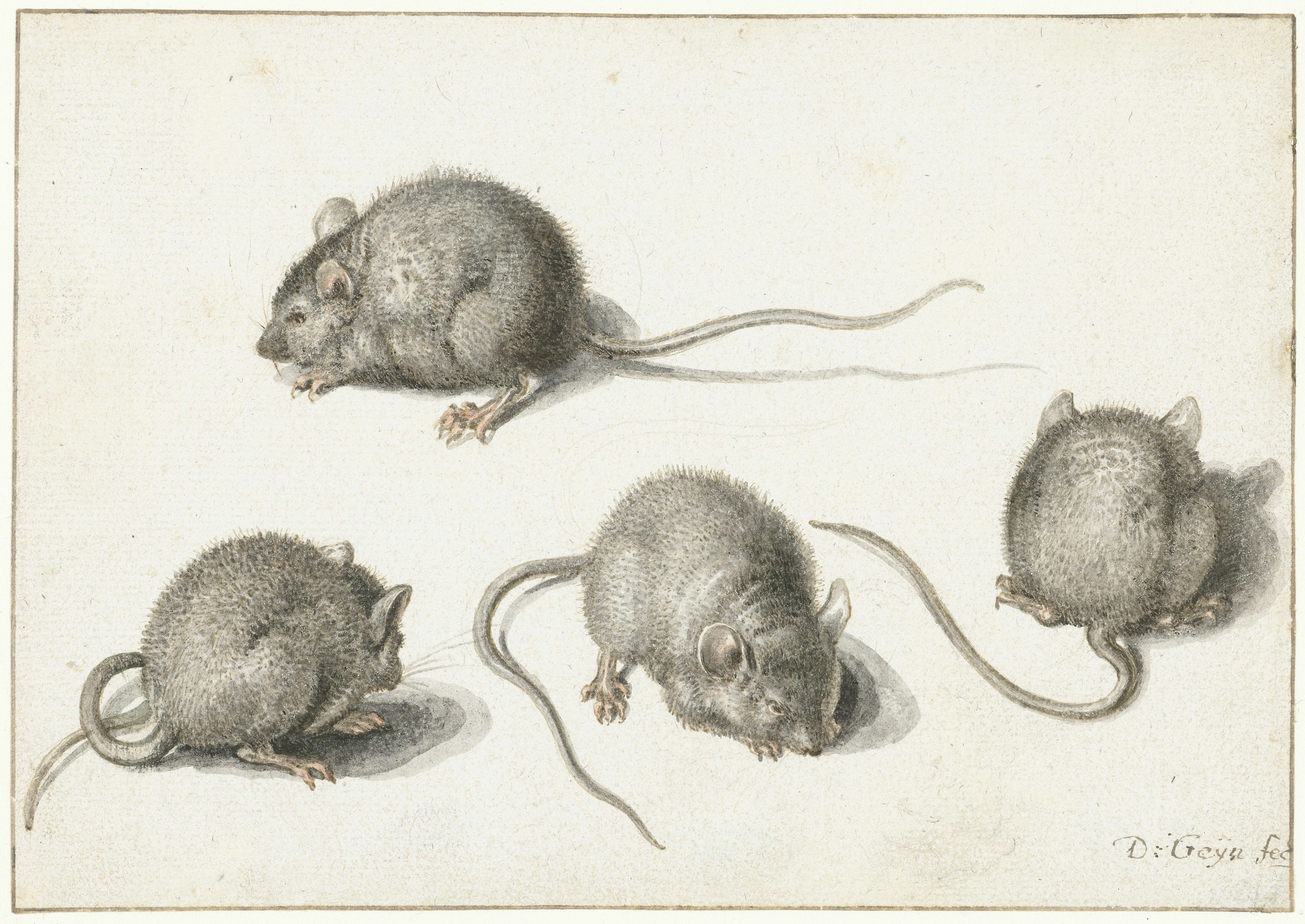
Jacob de Gheyn, Vier studies van een muis, na 1604, Rijksprentenkabinet, Amsterdam

### Putter of distelvink

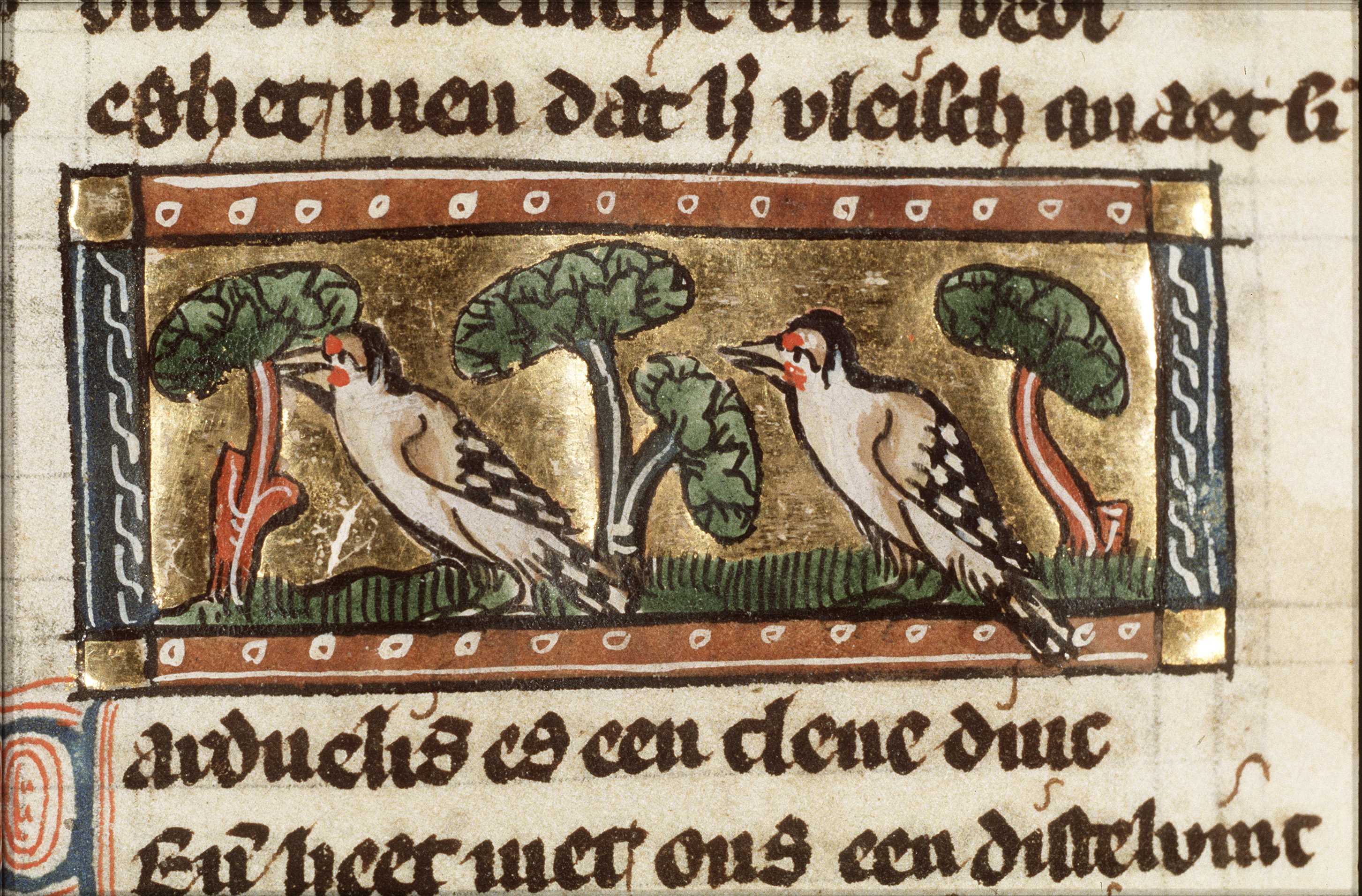
Een van de vroegste vermeldingen van de distelvink (Jacob van Maerlant, Der naturen bloeme, 1287):
Carduelis es .i. clene dinc
ende hetet met ons .i. desteluinc
omme dat in destelen sine spise
gherne soeket na sire wise
Afb. ca. 1350 (KB KA 16 - 082v b1)

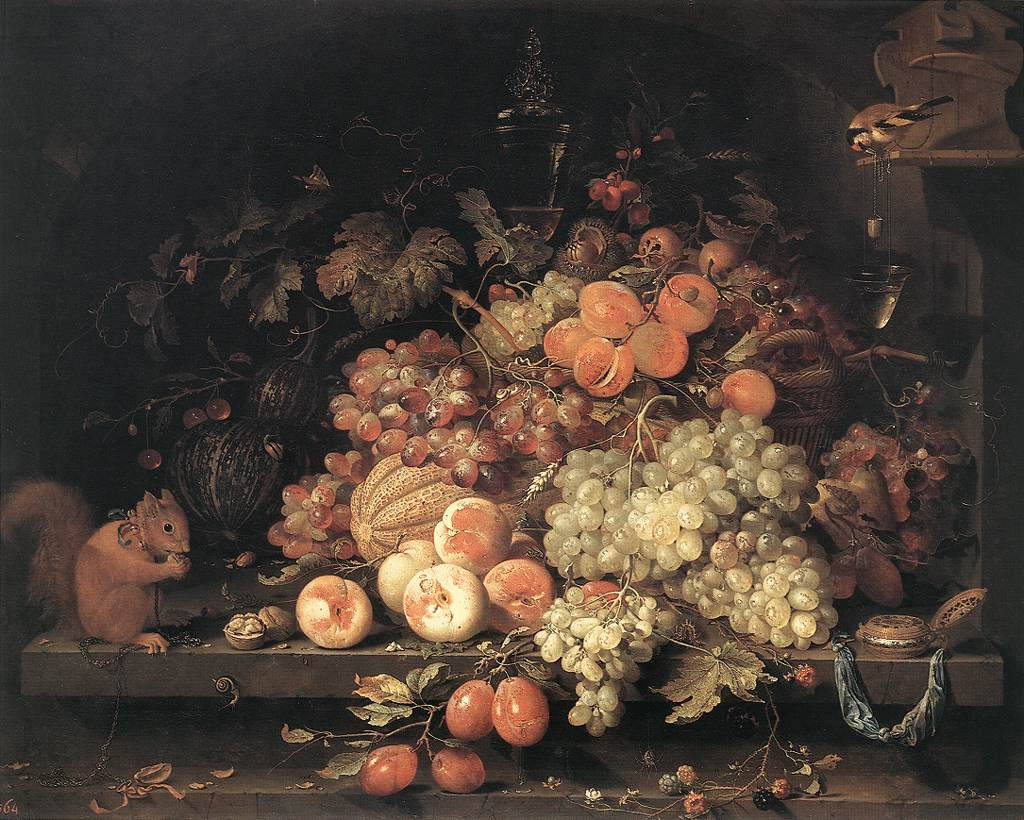
Abraham Mignon, Fruitstilleven met eekhoorn en putter, ca. 1668, Museum Schloss Wilhelmshöhe, Kassel

Vanaf het moment dat het paneeltje voor het eerst na lange tijd weer in Nederland was, heeft het schilderij Het puttertje geheten. In 1867, toen kunstcriticus Théophile Thoré-Bürger het net twee jaar in bezit had, maakte het deel uit van de tentoonstelling van Oude Meesters, georganiseerd door Arti et Amicitiae. Naar aanleiding hiervan schreef Geertruida Bosboom-Toussaint een kort verhaal in De Gids, waarin ze een van haar personages laat uitroepen: "[...] is het puttertje van Fabricius geen meesterstuk in 't klein?"
De oorspronkelijke naam van de putter is distelvink. Evenals de Latijnse naam Carduelis carduelis (afgeleid van Carduus, distel) verwijst dit naar zijn voorliefde voor distelzaden, die hij met zijn kegelvormige snavel uit uitgebloeide bloemhoofdjes peurt. De naam putter werd aanvankelijk alleen gebruikt voor exemplaren die in gevangenschap werden gehouden en hadden geleerd met bijvoorbeeld een vingerhoed aan een kettinkje water te putten uit een bakje dat zich onder hen bevond. Met andere woorden: van een distelvink kon een putter worden gemaakt. Later - ook al in de 17e eeuw - werd deze naam ook voor wilde distelvinken gebruikt, vooral in de Noordelijke Nederlanden, omdat daar deze hobby extra populair was. Zo schreef Jacob Cats in 1635: "Hy let waer dat een vinck of waer een pitter [= putter (lokale variant)] broet."
Verscheidene 17e-eeuwse schilders hebben een puttende distelvink afgebeeld, onder wie Gerrit Dou en Abraham Mignon. Op het schilderij van Fabritius is er echter geen enkele aanwijzing dat de vogel heeft geleerd water te putten, en daarom hebben sommige schrijvers ervoor gekozen het paneeltje De distelvink te noemen, maar dit is niet overgenomen door het Mauritshuis.

### Symboliek
In de loop der tijd heeft de putter/distelvink voor allerlei zaken symbool gestaan in de literatuur en de beeldende kunst, maar in het geval van Fabritius' vogel is het lastig om een diepere betekenis te ontdekken, door het ontbreken van een bredere context.
In Italië zijn vanaf de middeleeuwen honderden Madonna's geschilderd waarop het Christuskind speelt met een distelvink. Het bekendste voorbeeld hiervan is de Madonna met de distelvink van Rafaël. De vogel wijst op deze schilderijen vooruit naar de doornenkroon van Christus. Zo was er de legende dat de rode ring rond zijn snavel was ontstaan tijdens de kruisdraging van Christus. Hij vloog toen naar Christus en trok een doorn uit diens voorhoofd, waarbij hij met bloed werd besprenkeld. Deze symboliek is ook aanwezig in een 17e-eeuws stilleven van de Spaanse schilder Juan de Zurbarán, waar de kom water en de rode daglelie verwijzen naar de zuiverheid van Maria.

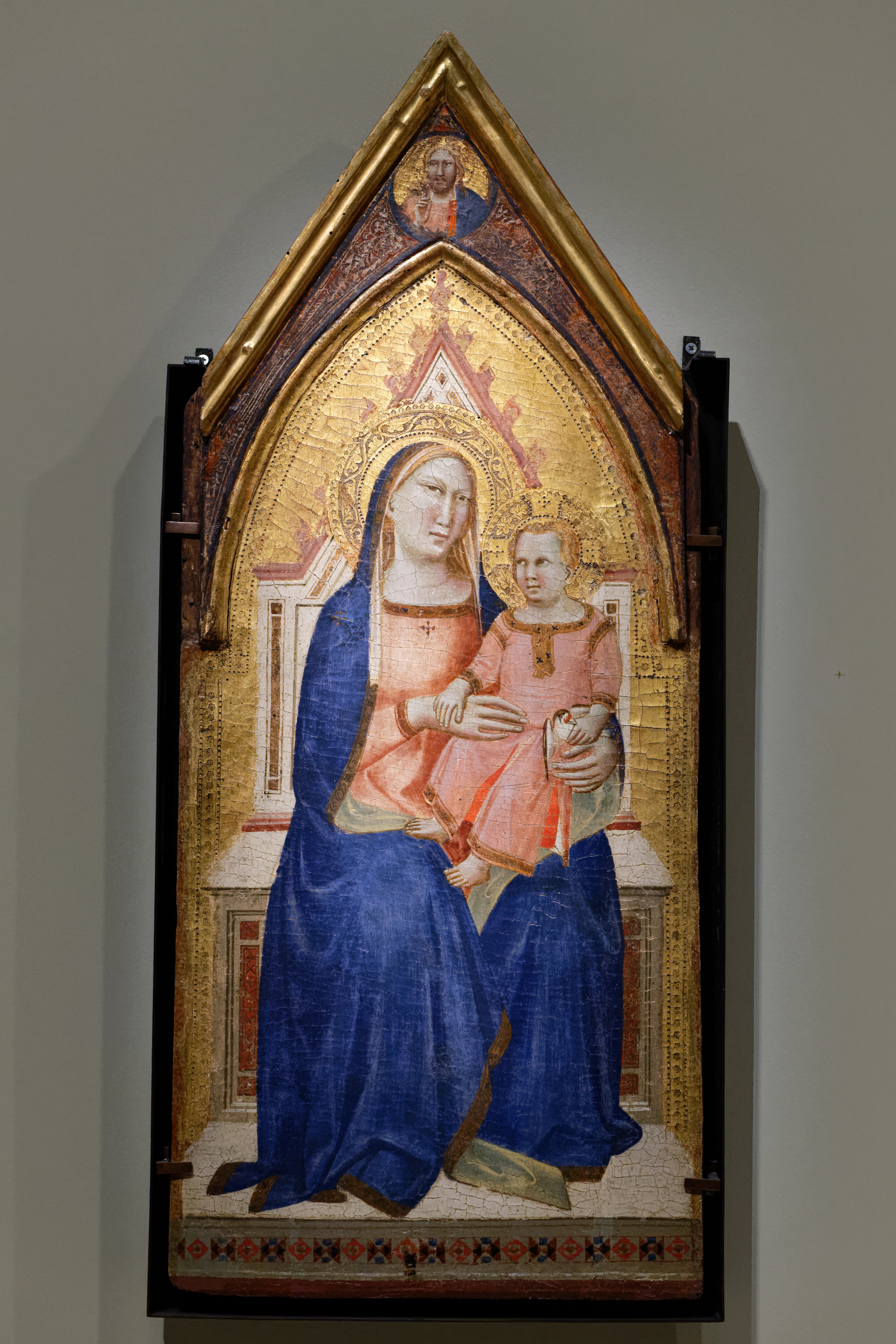
Taddeo Gaddi, Madonna en kind met een distelvink, ca. 1348-1350, Musée du Petit Palais, Avignon
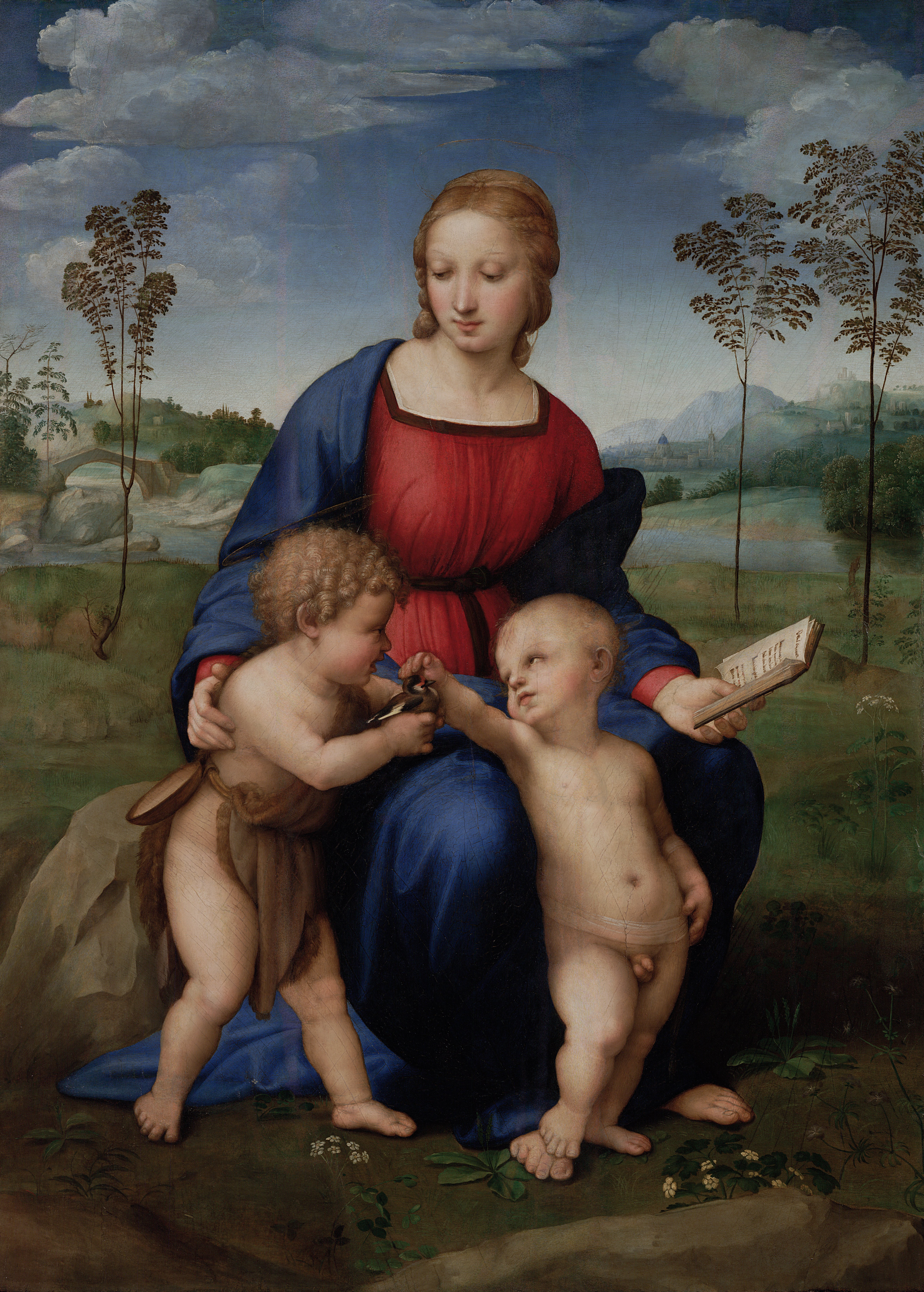
Rafaël, Madonna met de distelvink, ca. 1505-1506, Uffizzi, Florence
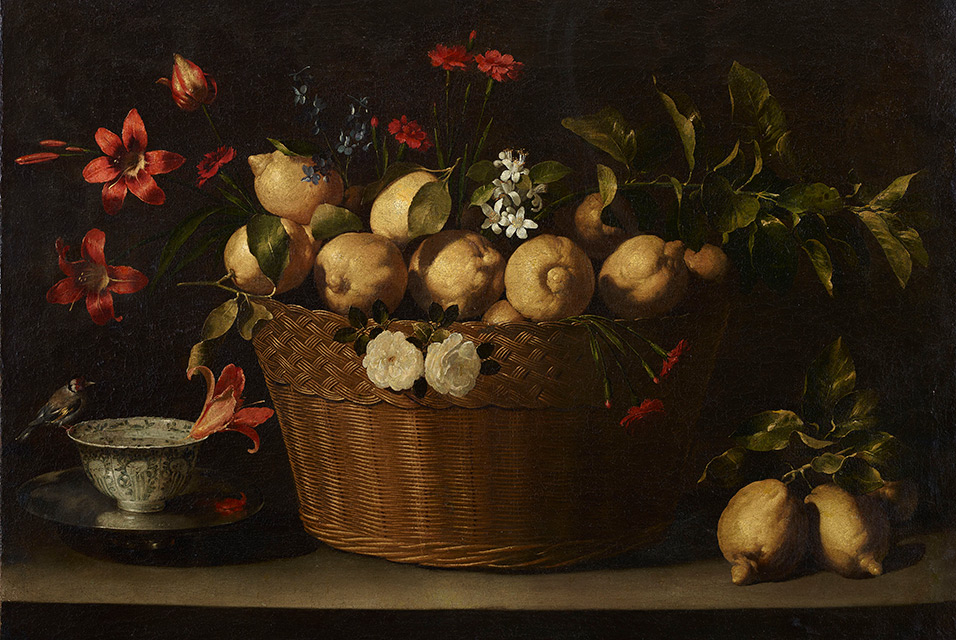
Juan de Zurbarán, Stilleven met citroenen in een gevlochten mand, ca. 1643-1649, National Gallery, Londen

Aan het begin van de 17e eeuw kon de distelvink in elk geval in Antwerpen ook symbool staan voor het geloof in God. De vogel zat op dergelijke voorstellingen met een ketting vast aan een stok in de vorm van een T-vormig kruis - ook weer een verwijzing naar de kruisiging van Christus. De strekking van het beeld was: hoe vaak de mens ook afdwaalt van God, zijn ziel zal altijd weer terugkeren naar het ware geloof. De gelovige zit als het ware gevangen in zijn liefde voor Christus. Dit idee is uitgebeeld door onder anderen de Antwerpse schilders Peter Paul Rubens en Cornelis de Vos. Op het familieportret door De Vos verbeeldt de distelvink het rotsvaste geloof van de vader, terwijl de andere dochter een roos vasthoudt, die de moederliefde symboliseert.

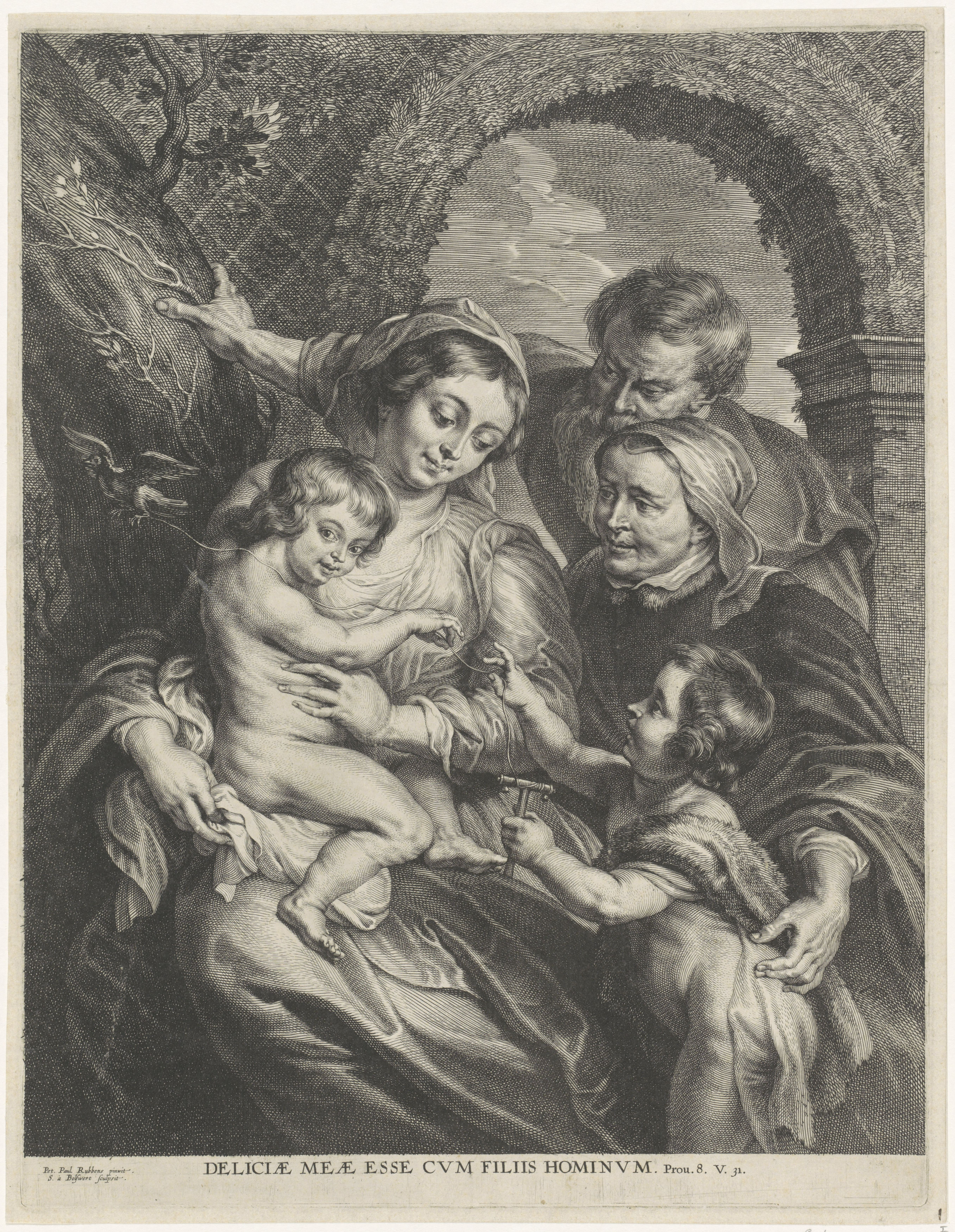
Schelte Adamsz. Bolswert naar Peter Paul Rubens, De heilige familie met distelvink en Anna en Johannes de doper, Rijksmuseum Amsterdam
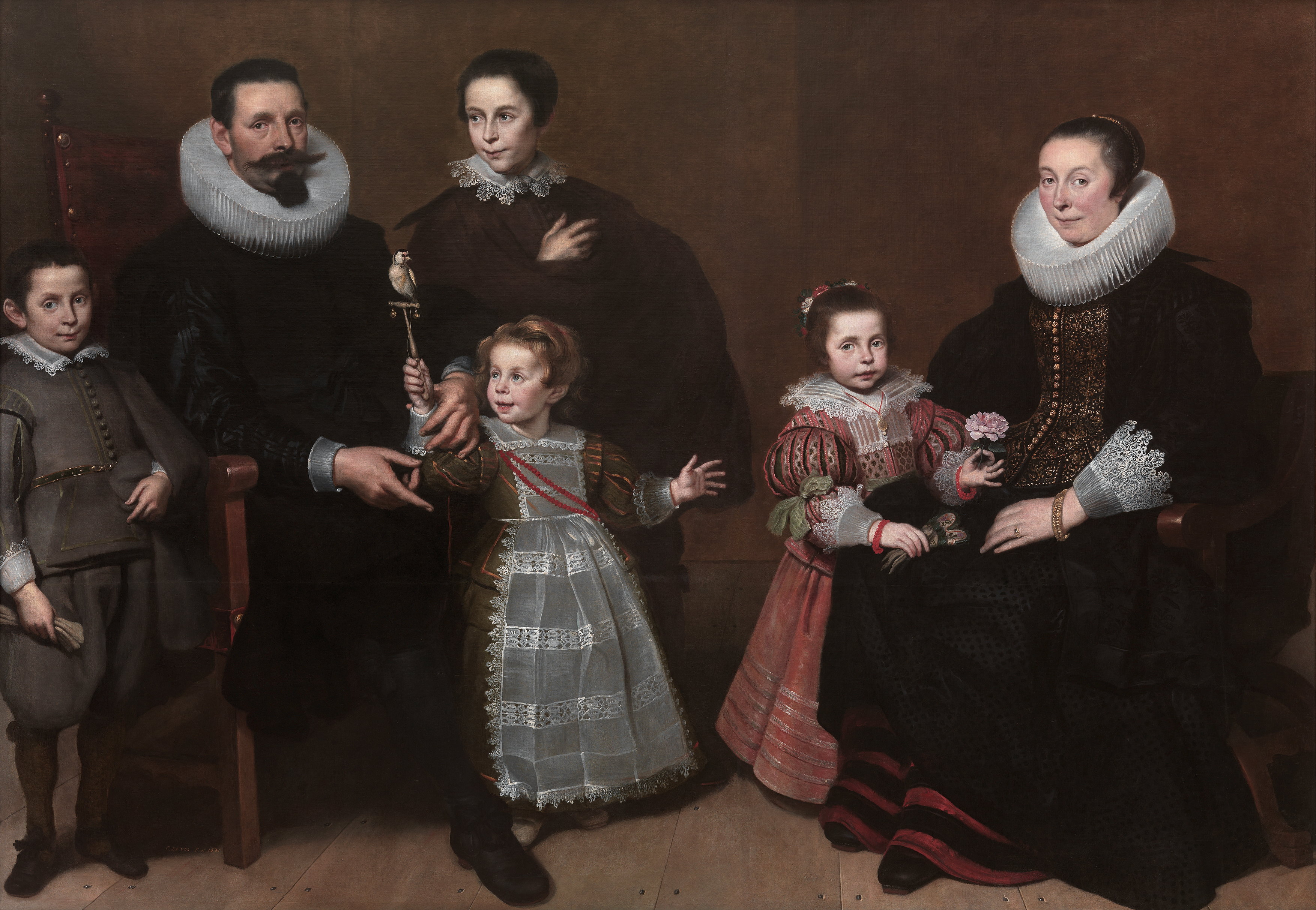
Cornelis de Vos, Familieportret, 1631, Koninklijk Museum voor Schone Kunsten Antwerpen

In het 17e-eeuwse Holland, waar juist het kunstje van de putter populair was, kon de vogel dan weer symbool staan voor vindingrijkheid en volharding. In embleemboeken werden er Latijnse spreuken aan gekoppeld die de strekking hadden: "Honger (of Noodzaak) maakt leergierig." Dergelijke putters zijn geschilderd door onder anderen Gerrit Dou en Abraham Mignon - waarbij het altijd de vraag is, of ze op deze schilderijen echt een symbolische betekenis hebben.

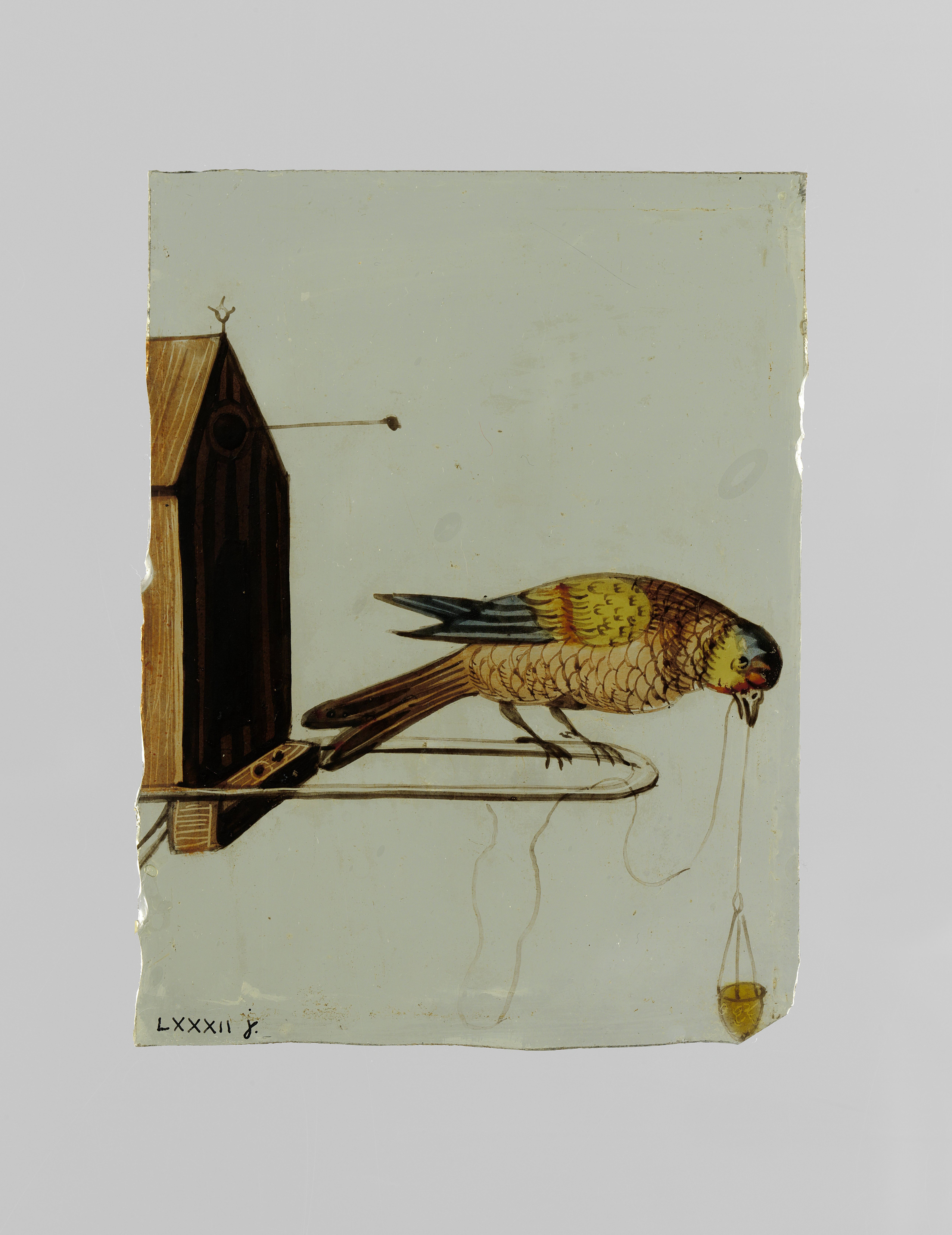
Anoniem, Vogelhuisje met putter, glas-in-loodruitje, ca. 1650-1675, Rijksmuseum Amsterdam
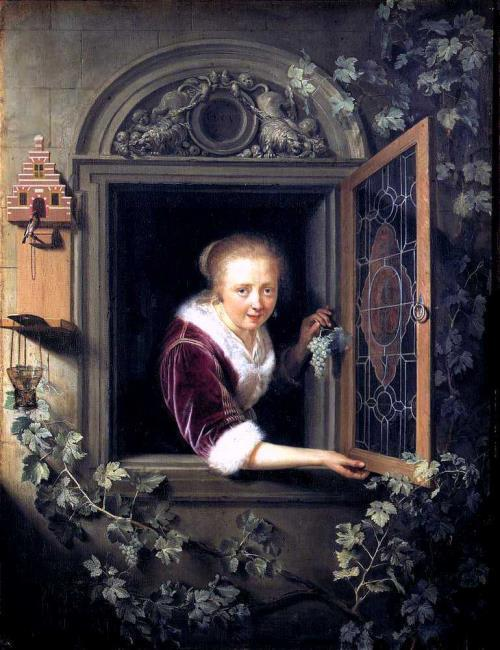
Gerrit Dou, Meisje in een raam met een tros druiven, 1662, Galleria Sabauda, Turijn
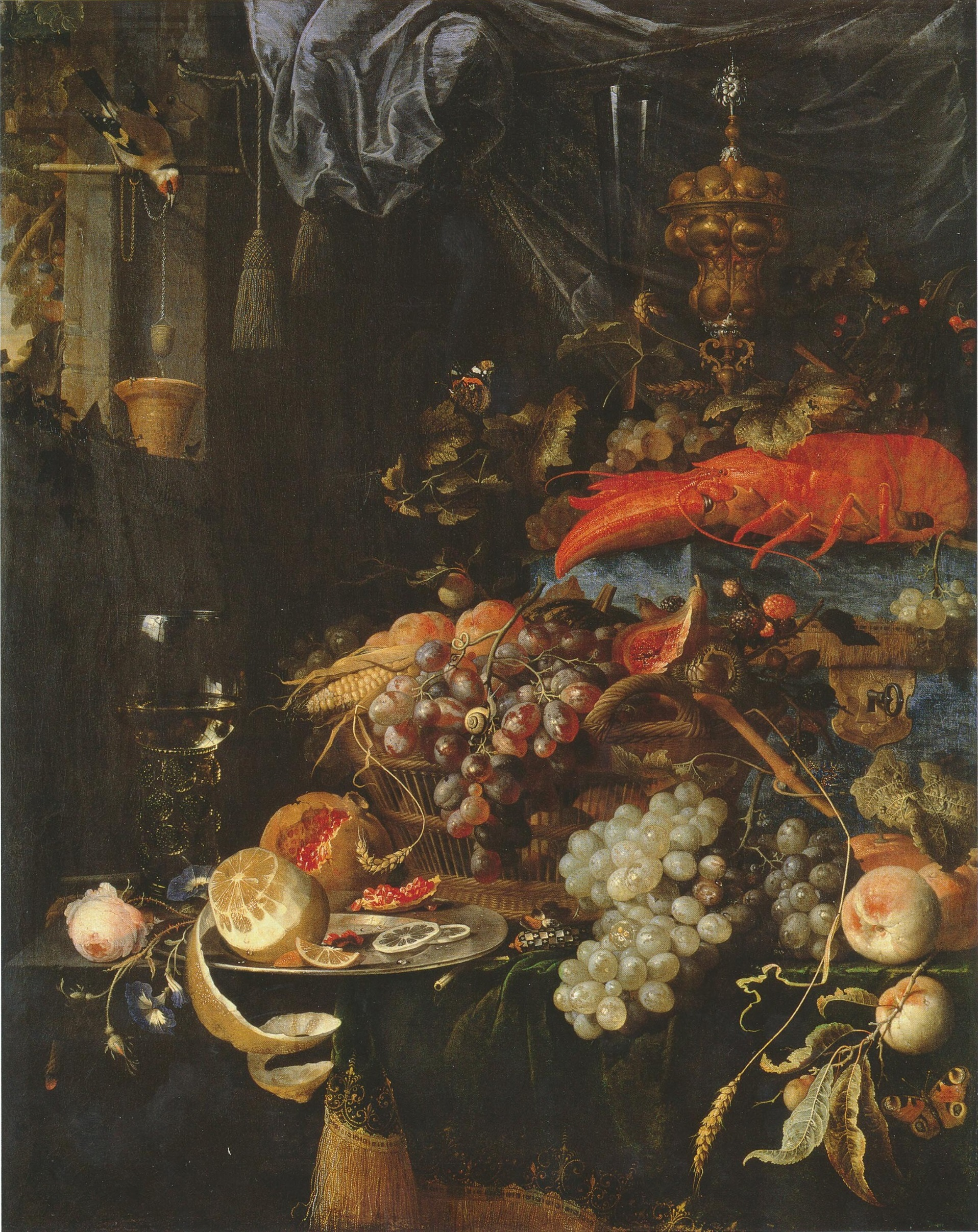
Abraham Mignon, Fruitstilleven met kreeft en putter, ca. 1670-1680, Musée de la Chartreuse de Douai

Door het ontbreken van religieuze verwijzingen of een putinstallatie komen al deze duidingen waarschijnlijk niet in aanmerking voor de vogel van Fabritius. De enige 'attributen' die overblijven, zijn het kettinkje en de distel uit zijn oorspronkelijk naam. Eddy de Jongh heeft daarom voorzichtig gesuggereerd dat het schilderijtje verwijst naar de 'gevangen liefde', een aardse variant van de Antwerpse, godvruchtige symboliek.
Soms hoefde een distelvink niets diepzinnigs te betekenen, maar was het gewoon een aantrekkelijk vogeltje. Zo is het opvallend dat de 13e-eeuwse dichter Jacob van Maerlant, waarschijnlijk de eerste Nederlandstalige schrijver die de distelvink heeft beschreven, alleen vertelt dat hij populair is als kooivogel omdat hij fraaie veren heeft en mooi kan zingen. Hij geeft verder geen symbolische duiding, terwijl hij dat normaal gesproken wel doet. Vrij vertaald is zijn conclusie: Ook al heeft de natuur haar klein gemaakt, haar zang smaakt zo zoet en haar veren zijn zo mooi dat ze ons liever en waardevoller is dan de grauwe, lelijke uil (dorperen scuwut) met zijn onwelluidende geluid. Eeuwen later klonk dit idee nog door in de woorden van de 18e-eeuwse satiricus Jacob Campo Weyerman, die in 1723 schreef: "In een distelvink bespeur ik; het vergankelyk schoon van een Bloemperk van jonge Juffers."

## Functie
Veel kunsthistorici hebben erop gewezen dat het eikenhouten paneeltje uit een relatief dikke plank bestaat van acht tot tien millimeter dikte. Hieraan is vaak veel waarde gehecht bij het bepalen van de oorspronkelijke functie van het schilderij. Normaal gesproken hebben paneelschilderingen namelijk aan de achterkant afgeschuinde randen om ze in de schilderijlijst te laten passen. Dat Het puttertje dit niet heeft, heeft bijvoorbeeld geleid tot de theorie dat het gebruikt is als deurtje van een wandnis, als een namaakvogelkooi, als een 'kastje' ter bescherming van een ander schilderij of zelfs als uithangbord. Tijdens het technisch onderzoek is er aan één rand (links voor de kijker) wel degelijk het restant van een afschuining gevonden. En aan de rechterrand blijkt er nog de helft van een deuvel in de plank te zitten, waarmee hij oorspronkelijk aan een andere plank bevestigd heeft gezeten. Deze twee zaken bewijzen dat het paneel uit een groter paneel is gezaagd, dat uit minstens twee planken heeft bestaan. Dit grotere paneel is mogelijk eerder beschilderd geweest. Het is bekend dat Rembrandt ook vaak oude schilderijen heeft hergebruikt. Dit alles maakt de dikte van het paneeltje minder uitzonderlijk.
De voorstelling is in enkele fasen ontstaan. Fabritius heeft eerst de vogel met zijn voederbakje en bovenste zitstang geschilderd, waarschijnlijk op een donkerbruine ondergrond. Pas daarna gaf hij de putter een witte achtergrond. In deze fase liet hij langs de vier randen een strook onbeschilderd. In deze strook waren al eerder op een röntgenfoto tien spijkergaatjes ontdekt en hieruit werd afgeleid dat het paneeltje oorspronkelijk ergens op vastgespijkerd had gezeten, maar uit het technisch onderzoek in 2003, waarbij een CT-scan van het paneel is gemaakt, bleek dat de spijkers niet door de plank waren geslagen, maar waarschijnlijk waren gebruikt om een lijstje op en rond het paneeltje te bevestigen. Er werden namelijk ook sporen van geoxideerd koper aangetroffen die aangeven dat het lijstje in elk geval aan de binnenkant was verguld. Fabritius moet al snel daarna het lijstje er weer af hebben gesloopt, waarbij het paneel enigszins werd beschadigd. Hierna heeft hij de tweede zitstang toegevoegd en de witte muur opnieuw geschilderd, waarbij hij deze keer ook de randen grotendeels beschilderde, op een klein strookje na.
Verder zijn er aan de achterzijde spijkergaatjes gevonden van twee verschillende ophangsystemen. Schilderijen werden destijds opgehangen door middel van een dun, verticaal eikenhouten plankje met een gat erin dat met vier of vijf spijkertjes aan de bovenkant van de lijst werd vastgespijkerd. Dit suggereert dat het schilderij in elk geval een tijdje aan de muur heeft gehangen, eerst met een deels verguld lijstje, en daarna zonder lijst, gezien het feit dat ook de vier randen wit beschilderd zijn. Opvallend is verder dat het oppervlak van het paneel bezaaid is met kleine deukjes die zijn ontstaan toen de verf nog niet volledig was uitgehard. Dit wordt door kunsthistorici voorzichtig in verband gebracht met de Delftse kruithuisramp en dat zou betekenen dat de schilder nog kort voor zijn dood op 12 oktober 1654 aan het paneeltje heeft gewerkt.
Welke bestemming Fabritius precies in zijn hoofd had voor zijn distelvink zal waarschijnlijk nooit bekend worden. Misschien was het simpelweg zijn bedoeling dat het schilderijtje zou hangen in een zonovergoten kamer aan een witgepleisterde muur, in een kamer zoals die enkele jaren later te zien zouden zijn op schilderijen van Vermeer, bijvoorbeeld in een keuken achter een melkmeisje. En dan het liefst zonder een duur lijstje, om zo het trompe-l'oeileffect te versterken, maar misschien ook wel als verwijzing naar het bekende idee dat ware kunst geen lijst nodig heeft, in de woorden van de kunstschilder Willem Schellinks: "Wie hoeft hier Goude of Ebben-lijst? Dit heerlijk stuk zijn zelven prijst."

## Invloed
Het schilderij speelt een grote rol in de roman Het puttertje van de Amerikaanse schrijfster Donna Tartt en is gebruikt voor de boekomslag. Tart ontving in 2014 voor het boek de Pulitzerprijs voor literatuur. In 2019 kwam de film 'The Goldfinch' uit, gebaseerd op de roman.

## Herkomst

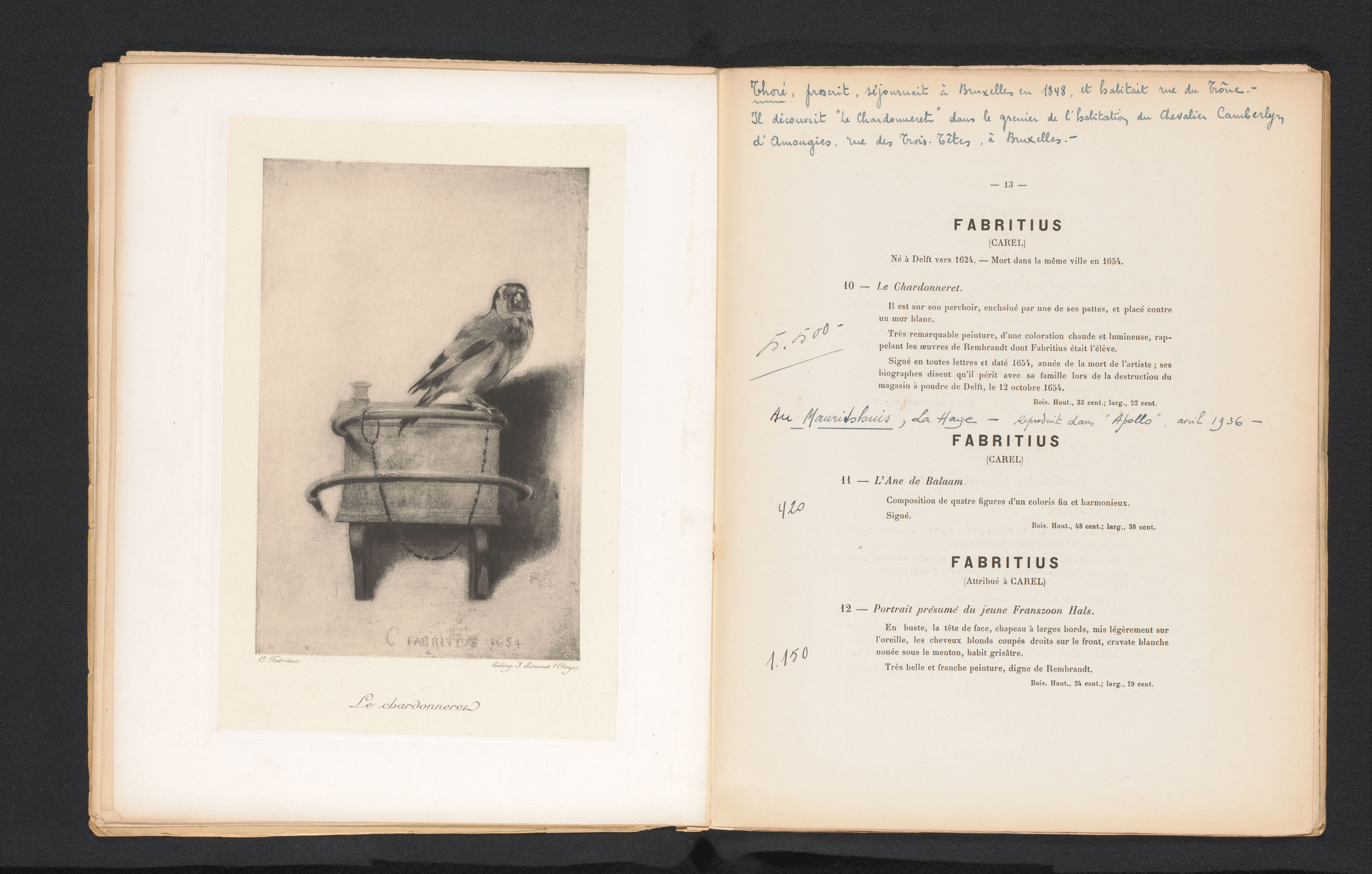
Catalogus van de veiling van de verzameling van Thoré-Bürger op maandag 5 december 1892, Hôtel Drouot, Parijs; Le Chardonneret was nr. 10 en bracht 5500 franc op.

Het schilderij heeft de volgende eigenaren gehad:
- De vroegst bekende eigenaar was ridder Joseph-Guillaume-Jean Camberlyn die in 1861 overleed in Brussel.
- 1861 - 1865: erfgenamen van Camberlyn.
- 1865: afgestaan aan Théophile Thoré-Bürger (1807–1869), Parijs
- 5 december 1892: aangekocht door schilderijenhandelaar en schilder Etienne-François Haro (1827-1897) bij de veiling van de collectie Thoré in Hôtel Drouot, Parijs, lotnr. 10, voor FRF 5500
- 27 februari 1896: aangekocht door Abraham Bredius voor het Mauritshuis bij de veiling van de collectie Martinet in Hôtel Drouot, Parijs, lotnr. 16, voor FRF 6200

## Tentoonstellingen
Tijdens de verbouwing van het Mauritshuis in 2012- 2014 was Het puttertje op rondreis in musea in de Verenigde Staten:
- M.H. de Young Memorial Museum (Fine Arts Museums of San Francisco)

26 januari 2013 – 2 juni 2013
- High Museum of Art, Atlanta

22 juni 2013 – 29 september 2013
- The Frick Collection, New York

22 oktober 2013 – 19 januari 2014
Van 4 november tot 18 december 2016 was het te zien in de Scottish National Gallery.